# San Jose, Camarines Sur
San Jose là đô thị hạng 4 ở tỉnh Camarines Sur, Philippines. Theo điều tra dân số năm 2015, đô thị này có dân số 40.623 người.

## Các đơn vị hành chính
San Jose về mặt hành chính được chia thành 29 khu phố (barangay).
| - Adiangao - Bagacay - Bahay - Boclod - Calalahan - Calawit - Camagong - Catalotoan - Danlog - Del Carmen (Pob.) - Dolo - Kinalansan - Mampirao - Manzana | - Palale - Ponglon - Pugay - Sabang - Salogon - San Antonio (Pob.) - San Juan (Pob.) - San Vicente (Pob.) - Santa Cruz (Pob.) - Soledad (Pob.) - Tagas - Tambangan - Telegrafo - Tominawog |